# Хельсинкская конвенция
Хе́льсинкская конве́нция — конвенция по защите морской среды района Балтийского моря.
Впервые Конвенция была подписана в 1974 году семью странами Балтийского региона (Дания, Финляндия, ГДР, ФРГ, Польша, Швеция и СССР) и вступила в силу с 3 мая 1980 года.
После значительных изменений на политической карте мира, новый вариант конвенции был подписан 9 апреля 1992 года и вступил в свою силу после ратификации 17 января 2000 года.

## Страны
Договаривающимися сторонами ХЕЛКОМ являются:
- Германия
- Дания
- Европейское сообщество
- Латвия
- Литва
- Польша
- Россия
- Финляндия
- Швеция
- Эстония

Страны — наблюдатели: Республика Беларусь и Украина.

## Содержание
Конвенция состоит из 38 статей, посвященных всем видам совместной деятельности государств региона Балтийского моря по обеспечению экологической безопасности акватории моря, а также техническим вопросам организации сотрудничества, порядку ратификации Конвенции, выходу из неё, финансовому обеспечению и административному устройству исполнительного секретариата Хельсинкской комиссии.